# Басан (мифология)
Басан (波山), также Басабаса (婆娑婆娑) или Инухоо (犬鳳凰) — в мифологии Японии нелетающая птица, похожая на большого петуха, которая по легенде обитала в горах провинции Иё (ныне — префектура Эхимэ). Басан обладает ярко-красным петушиным гребнем и плюётся блистающим огнём, который однако является холодным и не опаляет.
Басан обычно живёт в бамбуковых рощах горных долин, но иногда, поздними вечерами, может появиться в окрестных человеческих селениях. Когда Басан хлопает своими крыльями, то стоит жуткий шелест, похожий на звук «баса-баса»). Предполагается, что если человек услышав эти звуки, выглянет из дома наружу, то птичий облик внезапно исчезнет.